# 細川直美
細川 直美（ほそかわ なおみ、1974年〈昭和49年〉6月18日 - ）は、日本の女優。本名・葛山 知保（かつらやま ちほ、旧姓・細川）。夫は俳優の葛山信吾。オスカープロモーション所属。神奈川県横浜市出身。身長160cm・B80cm・W58cm・H84cm（1993年9月）。

## 来歴・人物
本名の「知保」は「知を保つ」から、芸名の「直美」は美少女コンテスト出身者に「美」がついている由来である。
1988年にオスカープロモーション主催の「第2回全日本国民的美少女コンテスト」でグランプリを受賞して芸能界入り。1993年10月4日から1994年4月2日にかけて放送されたNHK連続テレビ小説『かりん』でヒロインを演じて一躍知名度を上げる。その後は引き続き女優業を中心に活躍。
所属事務所の先輩で「国民的美少女」のキャッチフレーズで有名な後藤久美子の愛称が「ゴクミ」、第1回全日本国民的美少女コンテストのグランプリを受賞した藤谷美紀の愛称が「フジミ」であることから、当初彼女の愛称は「ホソミ」ではないかとされたが、公式に発表された愛称は「ナヴィ」であった。また、アイドル歌手としても活動していた期間があり、数々の新人賞レースに参戦した。同期デビュー歌手には田村英里子・島崎和歌子・中山忍・深津絵里・石原詢子・マルシア・千葉美加・川越美和らが挙げられる。
2002年10月に俳優の葛山信吾と結婚。結婚1年前にレストランで出会ったことがきっかけで交際が始まり、結婚に至ったとのこと。当時、葛山はドラマ『真珠夫人』で横山めぐみの相手役を演じたことが注目され、また、細川は結婚会見で誕生石が真珠であるとコメントしたこともあって「細川直美が本物の“真珠夫人”に!?」という見出しが芸能ニュース記事を飾った。2003年7月に長女、2006年7月に二女を出産。夫との共通の趣味は釣りである。
タモリは細川の大ファンであることで知られ、1999年初め頃には『笑っていいとも!』木曜日に2週に1度の割合で細川をゲストに呼んでいた。クイズのコーナーでは当時木曜レギュラーの鈴木紗理奈がタモリによって細川と比較され、タモリや他のレギュラー陣にからかわれるのが当時のお約束となっていた。また『笑っていいとも!』や『ジャングルTV 〜タモリの法則〜』に細川がゲスト出演した際に「『細川直美はタモリさんと付き合っているらしい』と街で噂されているようだ」と自らの口で語った。
2006年春の第2子（二女）妊娠発表以後は、長女出産からの復帰時よりも芸能活動を控えていたが、二女が小学校に進んだ2013年からは活動が活発化している。
現在も所属する事務所が主催している全日本国民的美少女コンテストへは、2002年の第8回以降、出産直後に開催の第9回・11回を除き審査員として出席していたが、2012年の第13回以降は参加していない。

## 出演

### テレビドラマ
- 水戸黄門 第20部 第1話〜第11話（1990年10月22日〜1991年1月21日、TBS / C.A.L） - 綾姫 役
- 真夏の刑事 第17話「自殺志願! 妊娠した女の秘密」（1992年、テレビ朝日系）
- デパート!秋物語 第5話「いらっしゃいませ! マイッタ! 母と娘の服選び」（1992年、TBS系）
- 連続テレビ小説 / かりん（1993年、NHK総合） - 主演・小森千晶 役
- 黄昏の甘い恋歌 ときめき御用達・おばちゃまは元気印!（1994年、NHK総合）
- 土曜ドラマ（NHK総合）
  - 黄昏の甘い恋歌（1994年） - 宗方ゆかり 役
- HOTEL 第3シリーズ（1994年、TBS系） - 津村まどか 役
- 木曜劇場 / 明るい家族計画（1995年、フジテレビ系） - 梅本雪子 役
- 星の金貨（1995年、日本テレビ系） - 結城祥子 役
  - 続・星の金貨(1996年）‐永井祥子役
- 大河ドラマ / 秀吉（1996年、NHK総合） - さと 役
- 官僚たちの夏（1996年、NHK総合） - 村井涼子（坂本春生がモデル）役
- 味いちもんめ 第2シリーズ（1996年、テレビ朝日系） - 吉武美和 役
- 透明人間 第3話「悪女同盟! 誘惑キスにドキッ」（1996年、日本テレビ系）
- 翼をください!（1996年、フジテレビ系） - 原島五月 役
- 月曜ドラマスペシャル（TBS系）
  - 十津川警部シリーズ 南伊豆高原殺人事件（1996年） - 木原夕子 役
  - 山村美紗サスペンス 京都・金沢殺人事件 同窓生が次々と殺されていく!（1998年） - 野上鮎子 役
  - 名探偵キャサリン・シリーズ ブラックオパール殺人事件（1998年、TBS系） - メイク係の愛 役
- 江戸ッ子探偵殺人案内（1997年、1999年、テレビ朝日系 土曜ワイド劇場） - 山内加奈子 役
- 最後の恋（1997年、TBS系） - 呉林美紗子 役
- 女囚〜塀の中の女たち3（1997年、TBS系） - 土屋恵理 役
- 天河伝説殺人事件（1997年、TBS系） - 水上秀美 役
- サントリーミステリー大賞スペシャル「風よ、撃て」（1997年、朝日放送・テレビ朝日系） - 高橋英子 役
- 板橋マダムス 第6話「ラブ・ストーリーは突然に」（1998年、フジテレビ系） - 美由紀 役
- 蒲生邸事件（1998年、NHK BShi） - 蒲生珠子 役
- 夜逃げ屋本舗（1999年、日本テレビ系）
- 金曜エンタテイメント（フジテレビ系）
  - 戦後50年特別企画 女たちの戦争 忘れられた戦後史 進駐軍慰安命令（1995年8月18日）-  多賀カナ子 役
  - 巡査びんびん物語（1999年）
  - 津軽海峡ミステリー航路（2002・2003年） - 青柳千明 役
- バカヤロー!1999 ニッポン人の怒り爆発 ストレス解消3連発 「セクハラでから騒ぎするな!」（1999年9月26日、日本テレビ）
- 杜の都 恋物語〜あなたは私の勇気になった〜（1999年、東日本放送・テレビ朝日系）
- 火曜サスペンス劇場 / 死刑囚の妹（2000年、日本テレビ系） - 沢村弥生 役
- ゲームの達人（2000年、NHK BS1） - 安奈 役
- ショムニ 第2シリーズ第3話「出来る女の切り札は」（2000年4月26日、フジテレビ系） - 永澤秋絵 役
- ドラマ家族模様 / マッチポイント!（2000年、NHK総合） - 有沢冴子 役
- アンティーク 〜西洋骨董洋菓子店〜（2001年、フジテレビ系） - 小野玲子 役
- 土曜ワイド劇場（テレビ朝日系）
  - タクシードライバーの推理日誌14（2001年） - 村井早智子 役
  - 京都〜奈良万葉の旅連続殺人! 31文字に隠された複合動機の謎（2002年） - 藤井里美 役
  - 終着駅シリーズ「砂漠の駅」（2003年） - 道行有美子 役
  - お祭り弁護士・澤田吾朗2（2002年1月12日） - 神谷桐子 役
- 月曜ミステリー劇場 / 探偵 左文字進4 殺人ツアーにようこそ（2001年、TBS系） - 岩渕百合子 役
- 恋愛偏差値「PARTY」（2002年、フジテレビ系 木曜劇場） - 水沢環 役
- NHKスペシャル / 焼け跡のホームランボール（2002年、NHK総合）
- 女と愛とミステリー（テレビ東京系）
  - やもめ記者の事件メモ（2002年6月） - 近藤奈津子 役
  - 多摩南署たたき上げ刑事・近松丙吉2「狂った計算〜灼熱のニュータウン殺人事件〜」（2002年9月） - 坂上奈央子 役
- あきない世傳 金と銀 （NHK BS・NHK BSプレミアム4K） - お染 役
  - あきない世傳 金と銀（2023年12月8日 - 2024年2月2日）
  - あきない世傳 金と銀2（2025年4月6日 - 5月25日）[5][6]
  - あきない世傳 金と銀3（2026年春〈予定〉 - ）[7]

### 映画
- 愛人（1992年、小林要監督） - 主演・果歩 役 ※オリジナルビデオ
- 望郷（斎藤耕一監督）
- OL忠臣蔵（1997年、原隆仁監督） - 紅葉山綺麗 役
- 野獣の肖像（1998年、廣西眞人監督） - 工藤純 役
- 時雨の記（1998年、澤井信一郎監督） - 古谷悠子 役
- ちぎれ雲 いつか老人介護（1998年、山口巧監督） - 主演 田上百合子 役
- 日本の黒い夏─冤罪（2001年、熊井啓監督） - 花沢圭子 役
- 鳩のごとく 蛇のごとく 斜陽（2022年、近藤明男監督） - 闇市の女主人 役

### 舞台
- ご親切は半分に… （1997年3月20日 - 29日、東京国際フォーラム）
- こちら葛飾区亀有公園前派出所 （1999年夏の初演のみ） - 秋本・カトリーヌ・麗子 役
- 嵐が丘[8]

### バラエティ
- パオパオチャンネル（テレビ朝日） - レギュラー
- 東京イエローページ 初代Page7として出演（1989年10月-1990年3月、TBS）
- とんねるずの生でダラダラいかせて!!（日本テレビ系） - 「クイズ!生ダラ年の差なんちて」ヤングチームパネラー
- 紳助の芸能界の厳しさ教えますスペシャル!（1997年、よみうりテレビ・日本テレビ系） - 司会

### CM
- 牛乳石鹸 DayUp（1989年-1991年）
- サトウ製薬 ストナ（1989年）
- テルモ 電子体温計（1990年）
- 明治製菓（現・明治）
  - 果汁グミ（1994年）
  - のど飴フルーツ（1995年）
- 花王 ビオレU（1994年）
- ニッカウヰスキー スーパーニッカやわらかブレンド（1995年）
- 第三京浜道路 集中工事告知キャラクター（1995年）
- 長府製作所 エアコン（1995年-1997年）
- 武富士（1996年-1998年）
- ノッツェ（1999年-2002年）
- DHC（2000年-2006年）
- 進物の大進（広島・山口県のローカルCM）
- オージオ ビタナリッシュクリーム（2015年）

### その他
- 第44回NHK紅白歌合戦（1993年12月31日、NHK総合・ラジオ第1） - 審査員
- 芸能花舞台（NHK教育） - 司会
- ASKA「愛温計」PV（2005年11月23日発売のソロアルバム「SCENE III」収録曲）

## 音楽

### シングル
※　すべてワーナー・パイオニアより発売
| 発売日        | 規格  | 規格品番  | 面 | タイトル                       | 作詞     | 作曲     | 編曲   |
| ------------- | ----- | --------- | -- | ------------------------------ | -------- | -------- | ------ |
| 1989年4月25日 | EP    | 06L7-4073 | A  | 君はどこにいるの               | 真名杏樹 | 三浦一年 | 若草恵 |
| 1989年4月25日 | 8cmCD | 09L3-4073 | B  | 女の子を好きにならないで       | 枯堂夏子 | 松宮恭子 | 若草恵 |
| 1989年7月10日 | EP    | 06L7-4092 | A  | ナヴィのはじめて物語           | 真名杏樹 | 三浦一年 | 若草恵 |
| 1989年7月10日 | 8cmCD | 09L3-4092 | B  | 夏休み                         | 栃内淳   | 見岳章   | 若草恵 |
| 1989年9月25日 | EP    | 06L7-4107 | A  | ダブルブッキングなんか怖くない | 枯堂夏子 | 松宮恭子 | 若草恵 |
| 1989年9月25日 | 8cmCD | 09L3-4107 | B  | 十月人魚                       | 及川眠子 | 平松愛理 | 若草恵 |
| 1990年1月25日 | EP    | LRS-2059  | A  | バイバイBOYにしてあげる        | 真名杏樹 | 三浦一年 | 若草恵 |
| 1990年1月25日 | 8cmCD | WPDL-4137 | B  | 誰が知りましょ十五歳の春を     | 枯堂夏子 | TAJIO    | 若草恵 |

### アルバム
| 発売日        | レーベル                     | 規格 | 規格品番  | アルバム | 備考                 |
| ------------- | ---------------------------- | ---- | --------- | -------- | -------------------- |
| 1989年9月10日 | ワーナー・パイオニア         | LP   |           | 細川直美 |                      |
|               |                              | CD   | 25L2-97   | 細川直美 | ボーナス・トラック入 |
| 1996年4月25日 | ダブリューイーエー・ジャパン | CD   | WPC6-8210 | 細川直美 |                      |
| 1990年2月25日 | ワーナー・パイオニア         | LP   | WPCL-140  | 合格祈願 |                      |
| 1996年4月25日 | ダブリューイーエー・ジャパン | CD   | WPC6-8211 | 合格祈願 | ボーナス・トラック入 |

## 出版物
写真集
- Navi（1989年、近代映画社）
- 風色のナヴィ（1989年、大陸書房）
- ZEAL（1993年、英知出版）
- BAMBINA（1994年、スコラ）
- 写文集 莉羅（2001年、文芸社）

ビデオ
- 季節の忘れもの（1989年、大陸書房）
- PRISM（1992年、英知出版）